# Йоахим II (Бранденбург)
Йоахим II Хектор (на немски: Joachim II Hector, * 13 януари 1505 в Кьолн на Шпрее, † 3 януари 1571 в Кьопеник, Берлин) от род Хоенцолерн е курфюрст на Бранденбург от 1535 до 1571 г.

## Произход
Той е син на курфюрст Йоахим I Нестор (1484-1535) и Елизабет Датска (1485-1555), дъщеря на Йохан I, крал на Дания, Норвегия и Швеция.
Според завещанието на баща му неговият по-малък брат Йохан (1513-1571), получава Ноймарк (Nowa Marchia) и части от Маркграфство Бранденбург-Кюстрин.

## Управление
На 1 ноември 1539 г. Йоахим II въвежда Реформацията в Курфюрство Бранденбург. Малко по-късно в двора му се установява известният протестантски богослов Йоханес Агрикола. През 1569 г. неговият тъст, полският крал Зигмунт II Август, му дава Херцогство Прусия.
През 1549 г. съпругата му претърпява произшествие и трябва да ходи с патерици. Той започва връзка с красивата Анна Дитерих, родена Сидов (1525-1575), с която има няколко деца и се показва с нея без да го е срам. Тя живее дълги години в ловния дворец Груневалд, който Йоахим II построява през 1542/1543 г.

## Смърт
Йоахим II умира неочаквано на 3 януари 1571 г. в построения през 1558 г. от него дворец Кьопеник, когато раздава новогодишни подаръци. Вероятно е отровен. Неговият син Йохан Георг наследява от баща си задължения от 2,5 милиона гулдена. Той затваря неговата любовница до нейната смърт 1575 г.

## Семейство
Първи брак: Йоахим II се жени на 6 ноември 1524 г. в Дрезден за Магдалене Саксонска (1507–1534), дъщеря на херцог Георг от Саксония (1471-1539) и Барбара Ягелонка (1478–1534), дъщерята на полския крал Кажимеж IV Ягелончик. На сватбата им идват почти 3000 гости на коне, между тях 24 управляващи князе. Тя умира на 27 години при раждане. Те имат 7 деца:
- Йохан Георг (1525–1598), курфюрст на Бранденбург

∞ 1. 1545 принцеса София от Легница (1525–1546)
∞ 2. 1548 принцеса Сабина фон Бранденбург-Ансбах (1529–1575)
∞ 3. 1577 принцеса Елизабет фон Анхалт (1563–1607)
- Барбара (1527–1595)

∞ 1545 херцог Георг II фон Бриг (1523–1586)
- Елизабет (1528–1529)
- Фридрих IV (1530–1552), архиепископ на Магдебург
- Албрехт (*/† 1532)
- Георг (*/† 1532)
- Паул (*/† 1534)

Втори брак: Йоахим II се жени на 1 септември 1535 в Краков за Ядвига (Хедвиг) Ягелонка (1513–1573), дъщеря на полския крал Зигмунт I Стари и Барбара Заполя. Тя остава католичка. Те имат децата:
- Елизабет Магдалена (1537–1595)

∞ 1559 херцог Франц Ото от Брауншвайг-Люнебург (1530–1559)
- Зигисмунд (1538–1566), архиепископ на Магдебург и епископ на Халберщат
- Хедвиг (1540–1602)

∞ 1560 херцог Юлий от Брауншвайг-Волфенбютел (1528–1589)
- София (1541–1564)

∞ 1561 Вилхелм фон Розенберг (1535–1592)
- Йоахим (1543–1544)